# Get Money, Stay True
Get Money, Stay True – drugi studyjny (trzeci ogólnie) album amerykańskiego rapera Paula Walla. Zadebiutował na 8. miejscu na liście Billboard 200 z 92.000 sprzedanych egzemplarzy. Album ukazał się również w edycji "Chopped & Screwed".

## Lista utworów
| #  | Tytuł                                         | Producent                                       | Gościnnie           | Czas |
| -- | --------------------------------------------- | ----------------------------------------------- | ------------------- | ---- |
| 1  | "Get Your Paper Up"                           | Mr. Lee                                         | Yung Redd           | 3:44 |
| 2  | "Everybody Know Me"                           | Mr. Lee                                         | Snoop Dogg          | 4:19 |
| 3  | "Break 'Em Off"                               | Mr. Lee                                         | Lil Keke            | 4:53 |
| 4  | "I’m Throwed"                                 | Jermaine Dupri                                  | Jermaine Dupri      | 3:52 |
| 5  | "Call Me What U Want"                         | Mr. Lee                                         | Yung Redd & E-Class | 3:58 |
| 6  | "On The Grind"                                | Mr. Lee                                         | Freeway & Crys Wall | 4:11 |
| 7  | "Bangin' Screw"                               | Zach "Bizness" Burke & Russell "Aaddict" Howard |                     | 3:34 |
| 8  | "How Gangstas Roll"                           | Mr. Lee                                         | Crys Wall           | 3:52 |
| 9  | "That Fire"                                   | Mr. Lee                                         | Trina               | 4:40 |
| 10 | "Tonight"                                     | Mr. Lee                                         | Jon B.              | 4:46 |
| 11 | "Gimme That"                                  | Drumma Boy                                      |                     | 4:24 |
| 12 | "I’m Real, What Are You?"                     | KLC                                             | Juelz Santana       | 4:33 |
| 13 | "I Ain’t Hard To Find"                        | Mr. Lee                                         |                     | 4:16 |
| 14 | "Slidin' On That Oil"                         | Travis Barker                                   | Unique              | 3:48 |
| 15 | "I’m Da Shit" (Best Buy bonus tracks)         | Mr.Lee                                          |                     | 3:57 |
| 16 | "Get Off My D" (Best Buy bonus tracks)        | Mr.Lee                                          |                     | 4:15 |
| 17 | "Break 'Em Off Remix" (Best Buy bonus tracks) | Mr.Lee                                          | Lil Keke            |      |

## Target Edycja
Album został wydany na dwóch płytach, który był sprzedawany wyłącznie w sklepach Target. Zawierał film dokumentalny DVD.